# Heliria clitella
Heliria clitella är en insektsart som beskrevs av Ball. Heliria clitella ingår i släktet Heliria och familjen hornstritar. Inga underarter finns listade i Catalogue of Life.